# Genetta genetta felina
La gineta (o jineta) felina (Genetta genetta felina) es una subespecie de mamífero carnívoro de la familia de los vivérridos.

## Sistemática
Fue descrita como Viverra felina por Carl Peter Thunberg en 1811. Posteriormente fue incluida en el género Genetta. Este taxón puede ser encontrado como la especie Genetta felina o como la subespecie Genetta genetta felina.
La grandísima variabilidad intraespecífica de Genetta genetta, hasta 30 subespecies se han descrito, hace que sea muy complicada la separación entre poblaciones, y se cree necesario un profundo estudio taxonómico.
Algunos de los autores que la reconocen como subespecie la han reconocido como especie buena. D. E. Wilson la reconoció como subespecie en 2005 y como especie en 2009. P. Gaubert y colaboradores como especie en 2009 y subespecie en 2015.

## Descripción
Ligeramente más larga que la gineta común pero menos pesada. Los machos son algo mayores que las hembras, de 48 a 57 cm sin cola —la cola mide de 40 a 50 cm—, y entre 1,5 y 2,5 kg. Pelaje blanquecino grisáceo, con el vientre a veces amarillento o grisáceo, y cuerpo y patas recubiertos de manchas negras. En la línea media dorsal posee una línea negra continua de pelos eréctiles. En la cara se aprecian manchas blancas por encima y debajo de los ojos. Los anillos claros y oscuros que se alternan en la cola lo hacen en número de ocho a diez. Al principio de la cola los anillos claros no están bien marcados y en el medio son el doble de anchos que los negros, estos dos caracteres la diferencian de la gineta común. Tienen dos pares de mamas, y su fórmula dentaria es I3/3, C1/1, Pm4/4, M2/2 = 40.

## Distribución, hábitat, alimentación y reproducción
De actividad nocturna y solitaria, habita en Sudáfrica y Namibia, en sabanas, herbazales, vleis desecados —ecosistemas de humedales temporales con matorral bajo—, monte bajo y bordes de desiertos.
Las hembras paren dos crías por camada de media que pesan unos 70 g al nacer.